# Podepisování klíčů
Podepisování klíčů je technický termín označující digitální podepsání digitálního veřejného klíče jiné osoby (keysigning) u asymetrické kryptografie. Při podepisování jsou ke stávajícímu veřejnému klíči přidány doplňující informace (upřesnění původního majitele klíče) a následně je vše digitálně podepsáno (je vytvořen a připojen digitální podpis).
Správnější označení podepsání veřejného klíče by mohla být certifikace (kterou také provádí Certifikační autorita), protože původní klíč není při podepisování nijakým způsobem měněn. V běžné terminologii se však obvykle nerozlišuje označení certifikát a klíč (celým názvem veřejný digitálně podepsaný klíč).

## Setkání za účelem podepisování klíčů
Uživatelé si navzájem podepisují své veřejné klíče, aby třetí straně naznačili, komu důvěřují. Věříte-li tomu, kdo cizí klíč podepsal, můžete následně důvěru přenést na držitele podepsaného klíče. Takto se vytvářejí sítě důvěry (web of trust).